# اروپا اروپا
اروپا اروپا (Europa Europa) یک فیلم درامِ جنگی به کارگردانی آگنیشکا هولاند محصول سال ۱۹۹۰ است.

## گزیدهٔ بازیگران
- مارکو هوفشنایدر
- ژولی دلپی
- آرتور بارچیش
- آنا سنیوک
- پیوتر کوزووفسکی
- سزاری مورافسکی
- ووجیمیژ پرس
- وویچیخ اسکیبینسکی
- گژگوش وُنس
- ریشارد پیتروسکی
- آرتور بارچیش
- هالینا وابونارسکا
- بوهدان اِیمونت
- آندژی ماستالِـش
- تادئوش وویتیخ
- الکساندر بدناش